# Herbiphantes
Herbiphantes este un gen de păianjeni din familia Linyphiidae.
Cladograma conform Catalogue of Life:
| Herbiphantes | \| \| Herbiphantes cericeus \| \| \| \| \| \| Herbiphantes longiventris \| \| \| \| \| \| Herbiphantes pratensis \| \| \| \| |
|              | \| \| Herbiphantes cericeus \| \| \| \| \| \| Herbiphantes longiventris \| \| \| \| \| \| Herbiphantes pratensis \| \| \| \| |
|              | Herbiphantes cericeus |
|              | |
|              | Herbiphantes longiventris |
|              | |
|              | Herbiphantes pratensis |
|              | |